# Alexandre Wetter
Alexandre Wetter (* 12. April 1986) ist ein französisches Model. Der für sein androgynes Äußeres bekannte Wetter arbeitet auch als Filmschauspieler und wurde vor allem durch die Hauptrolle in Miss Beautiful von Ruben Alvès bekannt.

## Leben
Der 1986 geborene Alexandre Wette wuchs in Südfrankreich auf und studierte nach dem Abitur Bildende Kunst, bevor er nach Paris ging. Erst war er im Jahr 2014 in einer kleineren Rolle neben Sandrine Bonnaire in der Fernsehserie Rouge Sang von Xavier Durringer zu sehen, hatte zudem einen Auftritt in einem Musikvideo von Shy'm und war in Werbungen für Citroën und TooGood zu sehen, bevor er Model wurde. Mit Ende zwanzig, damals noch mit langen Haaren, begann Wetter seine eigentliche Modelkarriere auf dem Laufsteg. Hier ermöglichte ihm sein androgynes Aussehen im Januar 2016 bei der Pariser Haute-Couture-Woche auf dem Laufsteg von Jean Paul Gaultier für dessen Frühjahr-Sommer-Kollektion 2016 namens „Palace“ zu laufen, wobei Wetter in der Show besondere Aufmerksamkeit zukam.
Es folgte eine Hauptrolle in dem Film Miss Beautiful von Ruben Alvès, der im Oktober 2020 in die französischen Kinos kam. Im Film spielt er Alex, einen jungen Mann von 24 Jahren, der seit seiner frühesten Kindheit davon träumt, eines Tages Miss France zu werden und sich als Alexandra für den Wettbewerb anmeldet, dabei jedoch verschweigt, dass er ein Mann ist. Auf diese Rolle, sein Spiel mit den Geschlechteridentitäten und die Vermarktung seines androgynen Äußeren angesprochen sagte Wetter, er habe eigentlich immer geträumt, Indiana Jones zu sein, und im normalen Leben kleide er sich nicht als Frau: „Ich wollte auch nie eine Frau sein. Ich möchte nur den weiblichen Anteil in mir verstehen und erforschen, den wir alle haben.“ Für seine Leistung in Miss Beautiful wurde Wetter für den Prix Lumières 2021 nominiert und gelangte er bei der César-Verleihung in die Vorauswahl für den Besten Nachwuchsdarsteller.

## Filmografie (Auswahl)
- 2014: Rouge sang
- 2017: Verrückt nach Cécile (Embrasse-moi!)
- 2018: Guépardes (Fernsehserie, 2 Folgen)
- 2019: The One & The Other (Kurzfilm)
- 2020: Miss Beautiful (Miss)

## Auszeichnungen
César
- 2021: Nominierung als Bester Nachwuchsdarsteller (Miss Beautiful)

Prix Lumières
- 2021: Nominierung als Bester Nachwuchsdarsteller (Miss)[9]